# Cantieri Riuniti dell'Adriatico
A Cantieri Riuniti dell'Adriatico (C.R.D.A.) foi um estaleiro naval italiano sediado nas cidades de Trieste e Monfalcone, no litoral do Mar Adriático. Foi fundada em 16 de junho de 1930 a partir da fusão dos estaleiros Stabilimento Tecnico Triestino, Cantieri S. Rocco e Cantiere Navale Triestino para melhor aproveitar o ritmo do crescimento industrial e de construção marítima.
A empresa logo se tornou uma das principais italianas do ramo, construindo navios de guerra para a Marinha Real Italiana e também embarcações civis. Dentre os navios construídos nesse período, destacam-se o cruzador pesado Fiume, os cruzadores rápidos Luigi Cadorna, Muzio Attendolo e Giuseppe Garibaldi, o couraçado Vittorio Veneto e o transatlântico SS Conte di Savoia.
As instalações da Cantieri Riuniti dell'Adriatico foram bombardeadas várias vezes na Segunda Guerra Mundial, destruindo boa parte de suas instalações; sua capacidade industrial ao final do conflito era de apenas 25 por cento do que havia sido antes. A empresa conseguiu se reerguer até o final da década de 1940, continuando como um dos principais estaleiros da Itália. Ela continuou a operar até 22 de outubro de 1966, quando fundiu-se com a Ansaldo e Navalmeccanica para formar a Italcantieri.